# Astropecten preissi
Astropecten preissi är en sjöstjärneart som beskrevs av Müller och Franz Hermann Troschel 1843. Astropecten preissi ingår i släktet Astropecten och familjen kamsjöstjärnor. Utöver nominatformen finns också underarten A. p. albanicus.